# 松煙 (現代舞)
松煙（Pine Smoke），是雲門舞集的創團藝術總監林懷民所編的「行草三部曲」系列的第二個作品，於2003年8月30日於台北國家戲劇院首次公開演出。此舞作，在2003年在墨爾本藝術節獲得觀眾票選最佳節目，以及時代評論奬。在2006年，被評選為歐洲年度最佳舞作。

## 簡介
「行草三部曲」由台灣當代編舞家林懷民編舞，其構想源自於中國的書法藝術。林懷民於2001年推出「 行草」舞作，在2003年推出「行草 貳」，2005年推出「狂草」，他把這三部舞作合稱為「行草三部曲」。在2012年，林懷民將「行草 貳」重新命名為「松煙」。此舞作尚未編成時，便獲邀為墨爾本藝術節揭開序幕。

### 編舞
取材傳統書法藝術，整個「松煙」的編舞，呈現書法藝術運筆時流暢雅緻的氣韻，並將書法中「墨分五色」的法則運用在舞蹈技巧上。

### 舞台
舞台後緣投影幕浮現瓷器釉面紋理的特寫，白色的地板對應男舞者的黑褲子，就像是宣紙的白對應書法筆下的的黑墨，在視覺上呈現出書法中最重要的墨與白。

### 配樂
選用前衛音樂家約翰·凱吉具東方色彩的音樂作品。

## 松煙設計人員
- 服裝設計：林璟如
- 舞台及映像：王孟超
- 燈光設計：林克華
- 助理燈光設計：李琬玲[3]

## 外部鏈結
- 雲門舞集網站 （页面存档备份，存于）
- 雲門舞集的Facebook專頁
- 雲門舞集《松煙》舞作
- 雲門舞集《松煙》宣傳照片 （页面存档备份，存于）
- 雲門舞集《松煙》宣傳海報 （页面存档备份，存于）
- 雲門舞集《松煙》宣傳節目單 （页面存档备份，存于）